# Edwin Francis Jemison
Edwin Francis Jemison (1 tháng 12 năm 1844 - 1 tháng 7 năm 1862) là một người lính của Liên minh miền Nam phục vụ trong Đại đội C, Trung đoàn Bộ binh Louisiana số 2, từ tháng 5 năm 1861 cho đến khi tử trận trong Trận Malvern Hill. Cậu là một trong những người lính trẻ nhất tử vong trên chiến trường trong cuộc Nội chiến Hoa Kỳ.

## Nội chiến Hoa Kỳ
Jemison nhập ngũ vào ngày 11 tháng 5 năm 1861, và là một trong những tình nguyện viên sớm nhất tham gia cuộc chiến. Cậu từng tham gia Chiến dịch Bán đảo dưới quyền Thiếu tướng Magruder.

## Tử trận
Jemison tử trận ngày 1 tháng 7 năm 1862, trong trận Malvern Hill. Hoàn cảnh về cái chết của cậu có thể sẽ không bao giờ được xác định, dù hầu hết các tài liệu đều ghi nhận cậu bị giết bởi một phát đại bác nổ gần khiến cậu bị bay mất đầu. Câu chuyện về cái chết bởi đạn đại bác đã được chứng thực bởi cáo phó năm 1887 của em trai Sam, nhưng xác định không chính xác trận chiến Manassas thứ nhất.
Sau trận Malvern Hill, cả hai bên đều chôn cất những người đã chết trên chiến trường. Sau Nội chiến Hoa Kỳ, các tổ chức như United Dau Daughter of the Confederacy quay trở lại chiến trường cũ và quy tập các di hài của những người lính miền Nam và chôn cất họ ở những nơi như Nghĩa trang Hollywood của Confederate Section ở gần Richmond, Virginia. Người ta cho rằng cha mẹ của Jemison đã dựng tượng đài cho cậu tại Nghĩa trang Memory Hill ở Milledgeville, Georgia, nơi cậu có thể đã được chôn cất. Hầu hết mọi người tin rằng cậu được chôn cất trên hoặc gần chiến trường Đồi Malvern ở Quận Henrico, Virginia, trong một ngôi mộ không được đánh dấu.

## Di sản
Bức ảnh của Jemison đã trở thành một trong những bức chân dung nổi tiếng và mang tính biểu tượng của những người lính trẻ của cả hai bên trong cuộc Nội chiến Hoa Kỳ.